# Subterranean
Subterranean er en EP udgivet af det svenske melodiske dødsmetal-band In Flames i  1994. Dette er den eneste udgivelse med forsangeren Henke Forss. Subterranean menes  at være In Flames mest guitarbaseret udgivelse da det ikke kan sammenlignes med deres senere albums. 

## Numre
1. "Stand Ablaze" – 4:33
2. "Ever Dying" – 4:23
3. "Subterranean" – 5:46
4. "Timeless" – 1:46
5. "Biosphere" – 5:07
6. "Dead Eternity" – 5:01
7. "The Inborn Lifeless"– 3:23
8. "Eye of the Beholder" (Metallica cover)
9. "Murders in the Rue Mourge" (Iron Maiden cover)

## Notis
- "Dead Eternity" er også inkluderet på albummet The Jester Race hvor den blev sunget af den nye forsanger Anders Fridén
- "The Inborn Lifeless" endte også på albummet The Jester Race bare med en anden lyrik og andet navn ("Dead God in Me").

## Musikere
- Henke Forss – Vokal
- Jesper Strömblad – Guitar
- Glenn Ljungström – Guitar
- Johann Larsson – Bas
- Daniel Erlandsson – Trommer
- Anders Jivarp – Trommer på "Subterranean" og "Biosphere"
- Oscar Dronjak – Bagvokal på "Stand Ablaze"